# José David García Sierra
José David García Sierra (nacido el 19 de marzo de 1974 en Pontevedra, Galicia, España) más conocido como David Sierra, es un entrenador de fútbol español que actualmente es segundo entrenador del Atlético Baleares de la Primera División RFEF.

## Trayectoria
En su etapa de jugador formó parte de equipos de la Preferente Galicia y Tercera División de España, como el Pontevedra Club de Fútbol, Arosa Sociedad Cultural, Sangenjo, Club Deportivo As Pontes, Deportivo Grove, Club Polideportivo Villarrobledo, Santa Comba, Céltiga Fútbol Club y SD Grixoa. 
Sierra comenzó su trayectoria en los banquillos siendo entrenador de la SD Grixoa en la Preferente Galicia, en la temporada 2010-11. 
En la temporada 2011-12, firma como entrenador del Pontevedra Club de Fútbol "B" de la Preferente Galicia y además ejercería como analista y segundo entrenador del primer equipo. 
En 2012 firma por el Real Club Celta de Vigo, donde sería entrenador del juvenil de división de honor durante las temporadas 2012-13 y 2013-14. 
En la temporada 2014-15, se convierte en segundo entrenador del Celta B de la Segunda División B de España, donde trabajaría a las órdenes primero de Fredi, más tarde de Javi López Castro y finalmente de Toni Otero. 
El 2 de julio de 2015, se convierte en entrenador del Club Deportivo Ribadumia del Grupo I de la Tercera División, en el que trabajaría durante dos temporadas.
En 2018, firma como segundo entrenador del CD Lugo de la Segunda División de España para ser segundo entrenador de Javi López Castro. Sierra trabajaría en el club hasta enero de 2020, formando parte los cuerpos técnicos de Alberto Jiménez Monteagudo y Eloy Jiménez.
En enero de 2020, firma como segundo entrenador de Juan Pedro Benali en el Ittihad Tanger de la Liga de Fútbol de Marruecos, en el que trabaja hasta diciembre de 2020.
En marzo de 2021, firma como analista táctico del Renaissance Sportive de Berkane de la Liga de Fútbol de Marruecos, en el que trabaja durante tres meses.
El 1 de marzo de 2022, firma como segundo entrenador de Eloy Jiménez en el Atlético Baleares de la Primera División RFEF.
En mayo de 2022, tras el cese de Eloy Jiménez, Sierra se quedó en el Atlético Baleares para ayudar a Jordi Roger, que estaba en el club como secretario técnico y volvió a coger las riendas del equipo. Finalizada la temporada, el catalán se quedó como entrenador y Sierra continuó como su ayudante.
El 7 de diciembre de 2022, se hace cargo de manera provisional del banquillo del Atlético Baleares de la Primera División RFEF, tras la destitución de Jordi Roger y hasta la llegada al club de Onésimo Sánchez, donde Sierra volvería al cargo de segundo entrenador del conjunto balear.

## Clubes

### Como entrenador
| Club                                        | País      | Año             |
| ------------------------------------------- | --------- | --------------- |
| SD Grixoa                                   | España    | 2010-2011       |
| Pontevedra Club de Fútbol "B"               | España    | 2011-2012       |
| Real Club Celta de Vigo Juvenil "A"         | España    | 2012-2014       |
| Real Club Celta de Vigo "B" (2º entrenador) | España    | 2014-2015       |
| Club Deportivo Ribadumia                    | España    | 2015-2017       |
| CD Lugo (2º entrenador)                     | España    | 2018-2020       |
| Ittihad Tanger (2º entrenador)              | Marruecos | 2020            |
| Renaissance Sportive de Berkane (Analista)  | Marruecos | 2021            |
| Atlético Baleares (2º entrenador)           | España    | 2022-Actualidad |
| Atlético Baleares (Entrenador interino)     | España    | 2022            |